# Rudolf Fitzner
Rudolf Fitzner (Ernstbrunn, Baixa Àustria, 4 de maig de 1868 - Salzburg, 2 de febrer de 1934) fou un violinista austríac.
Estudià en el Conservatori de Viena amb Jakob Moritz Grün, Bruckner i Ludwig. El 1894 funda el Quartet que porta el seu nom. El 1911 fou nomenat concertista de cambra dels reis de Bulgària. Va assolir gran renom com a violoncel·lista i professor.